# Francesco Podesti

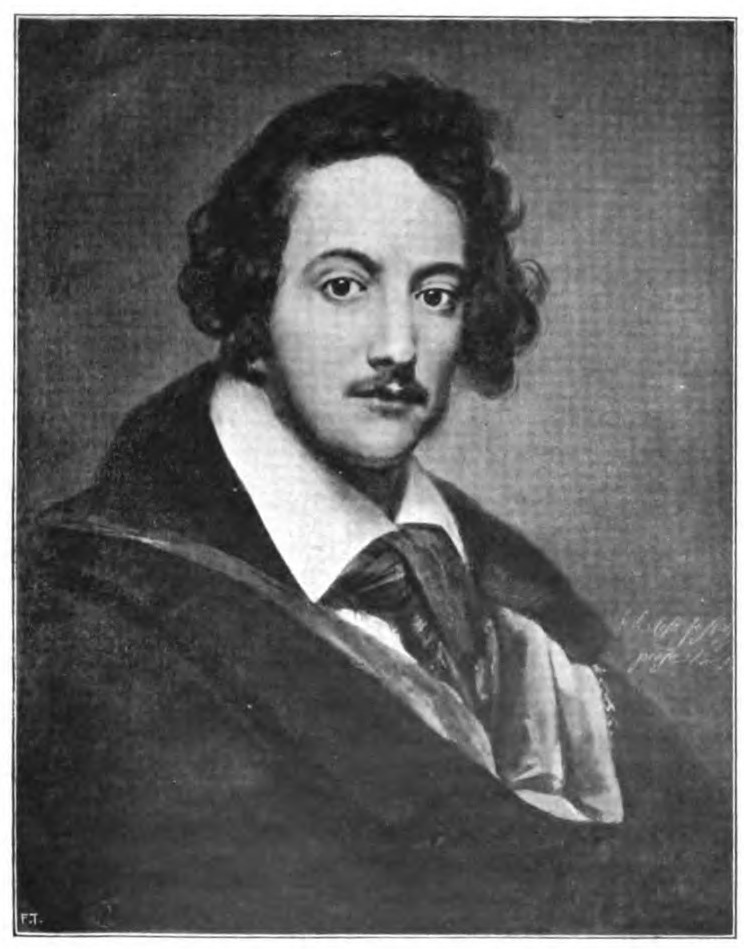
Francesco Podesti

Francesco Podesti (* 21. März 1800 in Ancona; † 10. Februar 1895 in Rom) war ein italienischer Maler.

## Leben

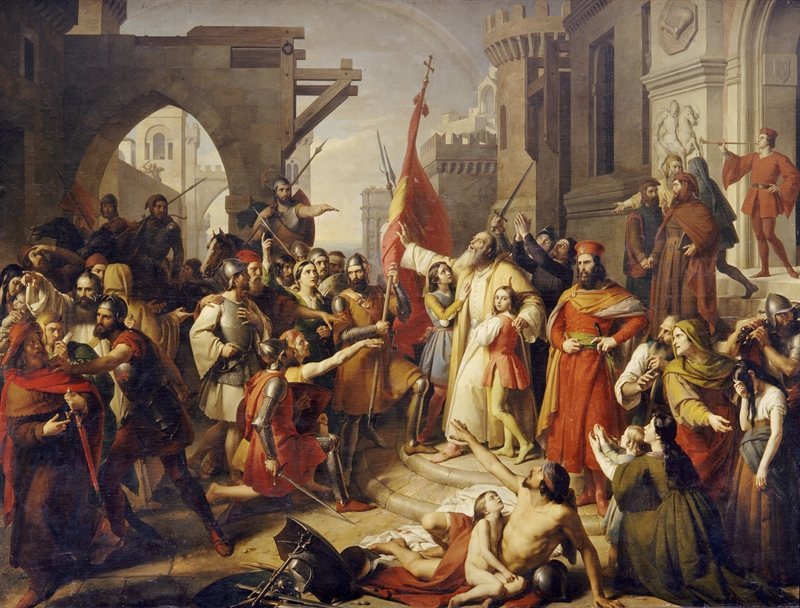
Giuramento degli Anconitani von Francesco Podesti

Podesti war der zweite Sohn des Schneiders Giuseppe Podesti († 1815) und wuchs in Ancona auf. 1815 ging Podesti zum Studium nach Rom an die Accademia Nazionale di San Luca, zuerst bei Gaspare Landi und danach bei Vincenzo Camuccini, für den er auch als Studio-Assistent arbeitete. Seine ersten eigenen Arbeiten waren von Letzterem stark beeinflusst. 1824 schenkte er der Stadt Ancona, die ihn finanziell unterstützt hatte, sein Gemälde Eteokles und Polyneikes.
1836 beauftragte ihn Karl Albert, der König von Sardinien, mit dem Gemälde „Das Urteil Salomos“ für seinen Palazzo Reale in Turin. Dieses stellte Podesti 1841 fertig und erhielt daraufhin durch den König den Zivilorden von Savoyen. Ein Angebot zur Leitung der Accademia Albertina in Turin lehnte Podesti jedoch ab und kehrte stattdessen nach Rom zurück. Im Frühjahr 1849 nahm er als Kommandant des Universitätsbataillons an der Verteidigung Roms gegen französische Truppen teil.
Zwischen 1856 und 1865 schmückte Podesti den Sala dell’Immacolate im Vatikan mit Fresken anlässlich der Verkündigung des Dogmas von der Unbefleckten Empfängnis Mariens durch Papst Pius IX. In seinen letzten Lebensjahren prangerte Podest in seinen Memoiren den Zustand vieler Denkmäler in Rom an.
Der Kritiker Pietro Selvatico (1803–1880) verglich die Werke Podestis mit denen Raffaels.
Die städtische Pinakothek in Ancona trägt heute den Namen von Francesco Podesti.